# John Jairo Mosquera
John Jairo Mosquera (Apartadó, Antioquia, 15 de enero de 1988) es un exfutbolista colombiano. Jugaba como delantero centro. 
En su trayectoria se destaca ser el futbolista más joven en debutar con Millonarios FC con tan solo 14 años de edad, su gran experiencia en el futbol europeo, en clubes como Werder Bremen, Union Berlín, Gil Vicente y su fructífera etapa en el fútbol boliviano.

## Trayectoria
Nacido en Apartadó, departamento de Antioquia, Mosquera comenzó su carrera en los equipos juveniles del Millonarios FC, terminando su desarrollo en el Club Atlético River Plate en Argentina.
Mosquera ostenta el récord de ser el futbolista más joven en debutar con Millonarios con 14 años 8 meses y 18 días; ocurrió el 30 de octubre de 2002, disputó 11 minutos del encuentro enfrentando al Atlético Huila en el Estadio El Campín, siendo dirigido por el entrenador Cerveleón Cuesta.
Se mantuvo una temporada más con el equipo aunque no volvió a jugar profesionalmente. Para el año 2004 estuvo en las inferiores del River Plate en la Argentina y luego en 2005 regresa a Colombia en donde juega para el Unión Magdalena.
Un ojeador del SV Werder Bremen vio a Mosquera en el Campeonato Sudamericano Sub-17, y lo firmó en enero de 2006 con un contrato de tres años y medio. Fue inmediatamente cedido al SønderjyskE Fodbold de la Superliga danesa.
Mosquera tuvo un acuerdo en el FC Carl Zeiss Jena en el verano de 2007, pero un ataque al corazón hizo que el acuerdo final fracasara. Habiendo regresado al Werder Bremen para la temporada 2007-08 (su debut en la liga se produjo el 3 de noviembre contra el F.C. Hansa Rostock y su primer gol en la máxima categoría contra el FC Energie Cottbus 21 días después, siempre como sustituto) fue cedido de nuevo en el periodo de transferencias de enero de 2008, al Alemannia Aachen de la segunda división.
El 24 de junio de 2008, Mosquera fue cedido una vez más, reincorporándose al SønderjyskE por una temporada. Fue fundamental para salvar a su equipo del descenso y, tras su regreso al Werder, renovó su contrato y fue cedido de inmediato, ahora a 1. FC Union Berlin de la segunda división de Alemania.
A finales de enero de 2013, después de un breve período en China, Mosquera regresó a Alemania, en la segunda división al unirse a Energie Cottbus. Un año más tarde, al no haber marcado goles durante su paso en el club, su contrato fue rescindido.
El 7 de julio de 2018 firma contrato por un año con el Royal Pari de la Primera División de Bolivia. Debutó en la victoria ante el Club Bolívar por un marcador de 4-2 y marcó su primer gol en la victoria ante el Aurora por 2-0 metiendo el segundo gol y marcaría su primer triplete en la goleada por 5-1 ante el Nacional Potosí.
Firmó por el club Sporting Cristal, pedido expresamente por el director técnico Roberto Mosquera, quien lo había dirigido en Bolivia habiendo tenido buenas estadísticas. No obstante, en mayo de 2022, se rescindió su contrato por mutuo acuerdo donde el jugador tuvo un bajo rendimiento en el club.
Luego de su traspié en la liga peruana, Real Tomayapo de Bolivia estuvo interesado en él ese mismo año. Sin embargo, el 20 de junio de 2022, no pasó los exámenes médicos y por eso decidieron no contratarlo. 
Debido a que era complicada la lesión que arrastraba y por consiguiente, ningún club profesional deseaba contar con sus servicios, Mosquera se retiró definitivamente del fútbol. 

## Selección nacional
Jugó el Sudamericano Sub-16 de 2004, representando a Colombia donde anotó 3 goles, 1 en la victoria 1-0 ante Brasil, otro en la victoria ante Chile por 2-0, y otro en la victoria ante Argentina por 2-0. Al llegar a la final, Colombia perdió en penales por 3-5 ante Paraguay.

## Clubes

### Formativas
| Club        | País      | Año         |
| ----------- | --------- | ----------- |
| Millonarios | Colombia  | 2002 - 2003 |
| River Plate | Argentina | 2004        |

## Estadísticas
| Millonarios · Colombia |               |               |     |    |    |   |    |    |     |      |      |
| 1ª | 2002          | 1             | 0   | —  | —  | — | —  | 1  | 0   | 0    |      |
| Total club | Total club    | 1             | 0   | 0  | 0  | 0 | 0  | 1  | 0   | 0    |      |
| Unión Magdalena · Colombia |               |               |     |    |    |   |    |    |     |      |      |
| 1ª | 2005          | 6             | 0   | —  | —  | — | —  | 6  | 0   | 0    |      |
| Total club | Total club    | 6             | 0   | 0  | 0  | 0 | 0  | 6  | 0   | 0    |      |
| SønderjyskE Dinamarca |               |               |     |    |    |   |    |    |     |      |      |
| 1ª | 2005-06       | 7             | 1   | —  | —  | — | —  | 7  | 1   | 0,14 |      |
| 1ª | 2008-09       | 18            | 3   | —  | —  | — | —  | 18 | 3   | 0,17 |      |
| Total club | Total club    | 25            | 4   | 0  | 0  | 0 | 0  | 25 | 4   | 0,14 |      |
| Wacker Burghausen · Alemania |               |               |     |    |    |   |    |    |     |      |      |
| 2ª | 2006-07       | 17            | 1   | —  | —  | — | —  | 17 | 1   | 0,05 |      |
| Total club | Total club    | 17            | 1   | 0  | 0  | 0 | 0  | 17 | 1   | 0,05 |      |
| Werder Bremen · Alemania |               |               |     |    |    |   |    |    |     |      |      |
| 1ª | 2007-08       | 3             | 1   | 7  | 0  | 6 | 0  | 16 | 1   | 0,06 |      |
| Total club | Total club    | 3             | 1   | 7  | 0  | 6 | 0  | 16 | 1   | 0,06 |      |
| Union Berlín · Alemania |               |               |     |    |    |   |    |    |     |      |      |
| 2ª | 2009-10       | 30            | 7   | 1  | 0  | — | —  | 31 | 7   | 0,23 |      |
| 2ª | 2010-11       | 31            | 8   | 1  | 0  | — | —  | 32 | 8   | 0,25 |      |
| 2ª | 2011-12       | 18            | 6   | 1  | 0  | — | —  | 19 | 6   | 0,32 |      |
| Total club | Total club    | 79            | 21  | 3  | 0  | 0 | 0  | 82 | 21  | 0,26 |      |
| Changchun Yatai China |               |               |     |    |    |   |    |    |     |      |      |
| 1ª | 2012          | 7             | 1   | —  | —  | — | —  | 7  | 1   | 0,14 |      |
| Total club | Total club    | 7             | 1   | 0  | 0  | 0 | 0  | 7  | 1   | 0,14 |      |
| Energie Cottbus · Alemania |               |               |     |    |    |   |    |    |     |      |      |
| 2ª | 2012-13       | 9             | 0   | —  | —  | — | —  | 9  | 0   | 0,0  |      |
| 2ª | 2013-14       | 5             | 0   | —  | —  | — | —  | 5  | 0   | 0,0  |      |
| Total club | Total club    | 14            | 0   | 0  | 0  | 0 | 0  | 14 | 0   | 0,0  |      |
| Gil Vicente Portugal |               |               |     |    |    |   |    |    |     |      |      |
| 1ª | 2013/14       | 11            | 0   | —  | —  | — | —  | 11 | 0   | 0,0  |      |
| Total club | Total club    | 11            | 0   | 0  | 0  | 0 | 0  | 11 | 0   | 0,0  |      |
| Envigado · Colombia | 1ª            | 2014          | 6   | 0  | 5  | 0 | —  | —  | 11  | 0    | 0,0  |
| Envigado · Colombia | 1ª            | 2015          | 4   | 0  | 1  | 0 | —  | —  | 5   | 0    | 0,0  |
| Envigado · Colombia | Total club    | Total club    | 10  | 0  | 6  | 0 | 0  | 0  | 16  | 0    | 0,0  |
| Llaneros · Colombia | 2ª            | 2016          | 8   | 1  | —  | — | —  | —  | 8   | 1    | 0,12 |
| Llaneros · Colombia | Total club    | Total club    | 8   | 1  | 0  | 0 | 0  | 0  | 8   | 1    | 0,12 |
| La Serena · Chile | 2ª            | 2016-17       | 11  | 3  | —  | — | —  | —  | 11  | 3    | 0,27 |
| La Serena · Chile | 2ª            | 2017          | 10  | 5  | 2  | 2 | —  | —  | 12  | 7    | 0,58 |
| La Serena · Chile | Total club    | Total club    | 21  | 8  | 2  | 2 | 0  | 0  | 28  | 12   | 0,42 |
| NorthEast United India | 1ª            | 2018          | 8   | 1  | —  | — | —  | —  | 8   | 1    | 0,33 |
| NorthEast United India | Total club    | Total club    | 8   | 1  | 0  | 0 | 0  | 0  | 8   | 1    | 0,33 |
| Royal Pari · Bolivia | 1ª            | 2018          | 22  | 15 | —  | — | —  | —  | 22  | 15   | 0,68 |
| Royal Pari · Bolivia | 1ª            | 2019          | 40  | 20 | —  | — | 6  | 3  | 46  | 23   | 0,50 |
| Royal Pari · Bolivia | 1ª            | 2020          | 8   | 3  | —  | — | —  | —  | 8   | 3    | 0,37 |
| Royal Pari · Bolivia | Total club    | Total club    | 70  | 38 | 0  | 0 | 6  | 3  | 76  | 41   | 0,53 |
| Always Ready · Bolivia | 1ª            | 2021          | 5   | 1  | —  | — | 6  | 2  | 11  | 3    | 0,27 |
| Always Ready · Bolivia | Total club    | Total club    | 5   | 1  | 0  | 0 | 6  | 2  | 11  | 3    | 0,27 |
| Guabirá · Bolivia | 1ª            | 2021          | 16  | 9  | —  | — | —  | —  | 16  | 9    | 0,56 |
| Guabirá · Bolivia | Total club    | Total club    | 16  | 9  | 0  | 0 | 0  | 0  | 16  | 9    | 0,56 |
| Sporting Cristal · Perú | 1ª            | 2022          | 4   | 0  | —  | — | 2  | 0  | 6   | 0    | 0,00 |
| Sporting Cristal · Perú | Total club    | Total club    | 4   | 0  | 0  | 0 | 2  | 0  | 6   | 0    | 0,00 |
| Total carrera | Total carrera | Total carrera | 305 | 86 | 18 | 2 | 20 | 5  | 343 | 93   | 0,26 |
| (1) Incluye datos de la DFB Pokal (2006-07, 2009-11) y Copa de la Liga de Alemania (2006/07). (2) Incluye datos de la UEFA Champions League (2007/08). (3) Media de goles por encuentro. No incluye goles en partidos amistosos. |               |               |     |    |    |   |    |    |     |      |      |

- Fuente: BDFA.com.ar y fichajes.com.

### Hat-tricks
| 1 | 6 de agosto de 2018 | Ramón Aguilera, Santa Cruz | Royal Parí - Nacional Potosí |  | 5 - 1 | Torneo Clausura 2018 |

## Palmarés

### Torneos nacionales
| Título     | Club          | País     | Año  |
| ---------- | ------------- | -------- | ---- |
| Liga Pokal | Werder Bremen | Alemania | 2006 |
| DFB Pokal  | Werder Bremen | Alemania | 2009 |